# Arcade (Italia)
Arcade (Arcade in veneto) è un comune italiano di 4 445 abitanti della provincia di Treviso in Veneto.

## Origini del nome
Il toponimo farebbe riferimento alle arcate costruite nell'antichità per difendere il territorio dalle inondazioni del Piave.

## Storia
Abitata almeno dall'epoca romana, come testimoniano i reperti, nel medioevo Arcade fu feudo dei Collalto. Dopo un periodo di aspre lotte, dalla fine del XIV secolo entrò a far parte della Repubblica di Venezia. Fu questo un momento di prosperità economica, coincidente con l'edificazione di numerose ville.
Nel tumultuoso periodo che vide avvicendarsi le amministrazioni francese e austriaca, subì numerosi danni in quanto sede di alloggiamenti militari. Dalla fine dell'Ottocento la povera economia rurale costrinse numerosi arcadesi ad emigrare in America, e poi in Francia, Svizzera e Australia.
Posta in vicinanza del fronte del Piave, la Grande Guerra fu disastrosa per il paese, con un gran numero di vittime, profughi e distruzioni. 
Dall'ottobre 1916 era sede del campo di aviazione di Arcade.
Notevoli furono anche i danni causati dal secondo conflitto.
Nel 1960, con Legge dello Stato 28 gennaio 1960 numero 17, Arcade perse le tre frazioni di Giavera, Cusignana e Santi Angeli che andarono a formare il nuovo comune di Giavera del Montello.

### Simboli
Lo stemma è stato concesso con regio decreto del 24 dicembre 1928.
Il gonfalone è un drappo di azzurro.

## Società

### Evoluzione demografica
Abitanti censiti

### Etnie e minoranze straniere
Al 31 dicembre 2023 gli stranieri residenti nel comune erano 400, ovvero il 8,9% della popolazione. Di seguito sono riportati i gruppi più consistenti:
1. Marocco: 93
2. Romania: 86
3. Albania: 37
4. Kosovo: 31
5. Ucraina: 27
6. Cina: 23

## Amministrazione
| Periodo           | Periodo           | Primo cittadino    | Partito                 | Carica                    | Note          |
| ----------------- | ----------------- | ------------------ | ----------------------- | ------------------------- | ------------- |
| 13 luglio 1985    | 13 giugno 1990    | Vittorio Rossetto  | DC                      | Sindaco                   | [ 12 ]        |
| 13 giugno 1990    | 1º febbraio 1993  | Mario Pavan        | DC                      | Sindaco                   | [ 13 ]        |
| 1º febbraio 1993  | 7 giugno 1993     | Vittorio Labrocca  | -                       | Commissario prefettizio   |               |
| 7 giugno 1993     | 14 luglio 1995    | Paolo Boscarato    | PDS                     | Sindaco                   | [ 14 ]        |
| 14 luglio 1995    | 20 novembre 1995  | Pietro Signoriello | -                       | Commissario straordinario |               |
| 20 novembre 1995  | 17 aprile 2000    | Paolo Boscarato    | lista civica            | Sindaco                   | [ 15 ]        |
| 17 aprile 2000    | 5 aprile 2005     | Pier Giorgio Turri | Lega Nord               | Sindaco                   | [ 16 ]        |
| 5 aprile 2005     | 30 marzo 2010     | Emanuela Pol       | lista civica            | Sindaco                   | [ 17 ]        |
| 30 marzo 2010     | 1º giugno 2015    | Domenico Presti    | Lega Nord-liste civiche | Sindaco                   | [ 18 ]        |
| 1º giugno 2015    | 22 settembre 2020 | Domenico Presti    | Lega Nord-liste civiche | Sindaco                   | [ 19 ]        |
| 22 settembre 2020 | 25 ottobre 2022   | Fabio Gazzabin     | Lega Nord-liste civiche | Sindaco                   | [ 20 ] [ 21 ] |
| 25 ottobre 2022   | 15 maggio 2023    | Alessandra Cendron | Lega Nord-liste civiche | Vicesindaco               |               |
| 15 maggio 2023    | in carica         | Domenico Presti    | FdI                     | Sindaco                   |               |

### Gemellaggi
- Bernières-sur-Mer, dal 2014[22]

### Altre informazioni amministrative
Nel 1960, con Legge dello Stato 28 gennaio 1960 numero 17, sono state distaccate le frazioni di Giavera del Montello, Cusignana e Santi Angeli per essere erette in comune autonomo con denominazione Giavera del Montello (Censimento 1951: pop. res. 3684). Va ricordato che Giavera era già stata comune autonomo durante il periodo napoleonico.